# Stadtfriesisch

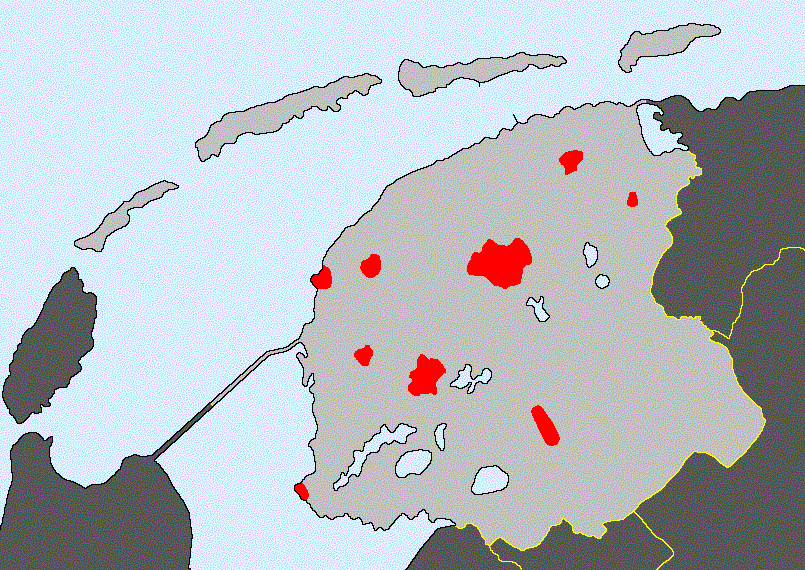
Die Verbreitung des Stadtfriesischen in der Provinz Friesland

Als Stadtfriesisch wird eine Gruppe von holländisch-westfriesischen Mischdialekten in verschiedenen Städten der niederländischen Provinz Friesland bezeichnet. Die Dialekte werden meist als niederländische, fälschlich als holländische Dialekte eingeordnet. Ihr Entstehen wird meist mit den politischen Umbrüchen im Jahr 1515 in Verbindung gebracht, einige Sprachwissenschaftler setzen die Anfänge der Entwicklung aber auch deutlich früher an. Die Dialekte haben größtenteils einen niederländischen Wortschatz und eine westfriesische Grammatik. 
Die Bezeichnung „Stadtfriesisch“ ist insofern irreführend, als sie eine Zugehörigkeit zur westfriesischen Sprache der Provinz Friesland andeutet, die nicht gegeben ist. Dennoch hat sich die Bezeichnung Stadsfries – die Sprache der Friesen in den Städten – im niederländischen Sprachgebrauch eingebürgert. Auf Stadtfriesisch spricht man von Stadsfrys, Stads oder verwendet die jeweilige Bezeichnung des Ortsdialekts. Auf Westfriesisch hat sich mit Stêdsk („Städtisch“) eine Bezeichnung etabliert, die keine Verbindung zum Westfriesischen einschließt. Zur Unterscheidung des Westfriesischen der bäuerlichen Landbevölkerung von der Sprache der Stadtbevölkerung wurde auch die Bezeichnung Boerenfries („Bauernfriesisch“) dem Stadsfries gegenübergestellt.

## Merkmale
Die folgende Beschreibung bezieht sich auf den Dialekt der friesländischen Hauptstadt Leeuwarden, das Liwwadders.

### Wortschatz
Obwohl dieser Dialekt vor allem einen westfriesischen Charakter hat, bricht ein minderheitlich holländische Natur des Sprechens durch. So ist es auf Stadtfriesisch, wie auf Westfriesisch, unmöglich, ein Wort mit v oder z (beide Buchstaben sind in der niederländischen Rechtschreibung stimmhafte Frikative) anfangen zu lassen: ein f oder s wird benötigt. Weiterhin gibt es noch zahllose Wörter, die sowohl im Westfriesischen als auch im Niederländischen vorkommen, die im Stadfriesischen eine richtige Mischform bekommen haben. 
Rein westfriesische Wörter gibt es auch, besonders im Bereich des Bauernwesens (die Bauern hatten ja das Westfriesische behalten) und für Dinge, die sich auf das Alltagsleben beziehen. Vergleiche ndl. gier, westfriesisch-holl. jier, ier, wfries. jarre, stfries. jarre ‚Jauche‘, und ndl. vader, wfries. heit, stfries. heit ‚Vater‘. Die Erklärung hierfür ist einfach: das Niederländische war in der Zeit, in der es das Westfriesische ersetzte, vor allem eine Kontaktsprache mit Kaufleuten und die Sprache der Reichen und Edelleute. In informellen Bereichen drang es also nicht durch.
Daneben stimmen viele Wörter weder mit dem Niederländischen noch mit dem Westfriesischen überein. Dabei handelt es sich um (alte) holländische Dialektwörter, z. B. westfriesländisch-holl. hewwe, stfries. hewwe ‚haben‘ (gegenüber wfries. hawwe, ndl. hebben); holl. leggen ‚legen‘, stfries. lêge ‚liegen‘ (gegenüber wfries. lizze ‚liegen, legen‘, ndl. liggen ‚liegen‘).

### Grammatik
Die Grammatik des Stadtfriesischen ist zum größten Teil westfriesischen Ursprungs. Das Personalpronomen du kommt hierin als dou vor, während es im Holländischen längst verschwunden ist. Auch wird das Partizip Perfekt nicht, wie auf Niederländisch und Deutsch, mit ge- gebildet: make-maakte-maakt („machen-machte-gemacht“), und es bestehen zwei Infinitive, auf -e und auf -en, nebeneinander. Die Syntax ist ebenfalls mehr Westfriesisch als Niederländisch, obwohl sich dieses unter zunehmendem Druck des Niederländischen allmählich ändert.
Das Stadtfriesische hat aber die zwei Klassen schwacher Verben, die so typisch für das Westfriesische sind, nicht erhalten.

## Dialekte
Das Stadtfriesische besteht aus verschiedenen, untereinander nicht verbundenen Dialekten. Diese Dialekte werden in Leeuwarden, Sneek, Harlingen, Stavoren, Dokkum, Bolsward, Franeker und seit jüngerer Zeit auch in Heerenveen und Kollum gebraucht. Verwandte Dialekte werden im Terschellinger Dorf Midsland, auf der ganzen Insel Ameland und in Het Bildt (Bildts) gesprochen, die jedoch nicht von jeder Quelle als Stadtfriesisch bezeichnet werden.
Am meisten weichen der Dialekt von Stavoren, der durch seine Position als Zuiderseehafen insbesondere holländische Merkmale hat, und die Midslander und Amelander Dialekte voneinander ab. Jedoch sind sie alle untereinander zu verstehen.
Die meisten der Dialekte sind im 20. Jahrhundert in den Bereich der „einfachen Leute“ zurückgefallen und haben schwere Imageprobleme. Besonders in Leeuwarden hat dies dazu geführt, dass nur wenige Leute die Dialekte noch benutzen: hier sprechen nur noch etwa 20 Prozent der Bevölkerung noch häufig Stadtfriesisch. Manchmal werden Kinder von zwei stadtfriesischsprachigen Eltern einfach auf Niederländisch aufgezogen. In anderen Orten und Bezirken ist die Situation besser. Auf Ameland sollen (Stand 2005) sogar noch 85 Prozent der Jugendlichen den Dialekt sprechen.